# Valentin Khovenko
Valentin Khovenko (russisk: Валентин Михайлович Ховенко) (født 7. december 1940 i Kharkiv i Sovjetunionen, død 30. august 2003 i Moskva i Rusland) var en sovjetisk filminstruktør og manuskriptforfatter.

## Filmografi
- Ostrov rzjavogo generala (Остров ржавого генерала, 1988)[2][3]